# Last Days of Humanity
I Last Days of Humanity (o semplicemente LDOH) sono una band olandese del genere Goregrind/Gorenoise/Noisecore. Il suono è caratterizzato da chitarre molto distorte, blast beat (tempo circa 280-300 bpm) e growl aggressivo.

## Formazione
- William vd Ven - chitarra
- Rogier Kuzee - basso, voce
- Marc Palmen - batteria, voce
- Hans Smits - voce

## Discografia

### Album in studio
- 1998 - Sounds of Rancid Juices Sloshing Around Your Coffin (Bones Brigade Records)
- 2000 - Hymns of Indisgestible Suppuration (Bones Brigade Records)
- 2005 - In Advanced Haemorrhaging Conditions (Bones Brigade Records)
- 2006 - Putrefaction in Progress  (Bones Brigade records)

### Demo
- 1992 - Demo 1
- 1993 - Human Atrocity (demo)

### Split
- 1994 - Split (Vulgar Degenerate) (Gulli Records)
- 1995 - Pathological Dreams (con Confessions of Obscurity)
- 1996 - Defleshed by Flies (con Rakitis)
- 2000 - Split (on Morgue) (Evil Biker Records)
- 2001 - Choked in Anal Mange (con Cock and Ball Torture) (Fleshfeast Records/Unmatched Brutality)
- 2001 - 138 Minutes Body Disposal (con Stoma)
- 2003 - Dutch Assault (Suppository, S.M.E.S., e Inhume) (Relapse Records)
- 2004 - Split (con Lymphatic Phlegm) (Black Hole Productions)

### Live
- 2004 - The XTC of Swallowing Feaces (Bones Brigade Records)

### Raccolte
- 2007 - Rest in Gore 1989 - 2006 (Double CD) (Eye of Terror records / Bones Brigade Records)

### Compilation
- 2001 - Comeback of Goregods: Tribute to Regurgitate (Bizarre Leprous Productions)